# Egenolfia laxireticulata
Egenolfia laxireticulata là một loài thực vật có mạch trong họ Lomariopsidaceae. Loài này được (K. Iwats.) Kuo mô tả khoa học đầu tiên năm 1975.